# Rhipidia dione
Rhipidia dione là một loài ruồi trong họ Limoniidae. Chúng phân bố ở miền Australasia.